# Onesmus Nyerre
Onesmus Nyerre (* 10. November 1983 in Nyamira, Provinz Nyanza) ist ein kenianischer Langstreckenläufer.
2004 lief er in Kisii einen Halbmarathon in 1:02:30 h, und am 23. November 2005 stellte er zusammen mit Josphat Muchiri Ndambiri, Martin Irungu Mathathi, Daniel Muchunu Mwangi, Mekubo Mogusu und John Kariuki in Chiba mit 1:57:06 h einen Weltrekord in der Marathon-Staffel auf.
Nyerre, der bei verschiedenen Marathonläufen als Tempomacher fungierte, erzielte seine Bestzeit von 2:14:31 h über die 42,195-km-Distanz als Neunter des Düsseldorf-Marathons 2008.